# Tricholosporum subgoniospermum
Tricholosporum subgoniospermum là một loài nấm trong họ Tricholomataceae.